# Commelina avenifolia
Commelina avenifolia är en himmelsblomsväxtart som beskrevs av John Graham. Commelina avenifolia ingår i släktet himmelsblommor, och familjen himmelsblomsväxter. Inga underarter finns listade.